# 1352
1352 (MCCCLII) var ett skottår som började en söndag i den julianska kalendern.

## Händelser

### December
- 18 december – Sedan Clemens VI har avlidit den 6 december väljs Étienne Aubert till påve och tar namnet Innocentius VI.

### Okänt datum
- Ett påbud om att kyrklig jord skall beskattas av kronan utfärdas i Sverige. Det kommer dock inte att genomföras på grund av stort missnöje bland stormännen.

## Födda
- Ruprecht III av Pfalz, kung av Tyskland 1401.

## Avlidna
- 25 januari – Alvaro Pelagius, spansk franciskanermunk.
- 11 november – Agnes av Bayern, helgon.
- 6 december – Clemens VI, född Pierre Roger, påve sedan 1342.